# 23 de outubro
23 de outubro é o 296.º dia do ano no calendário gregoriano (297.º em anos bissextos). Faltam 69 dias para acabar o ano.

## Eventos históricos

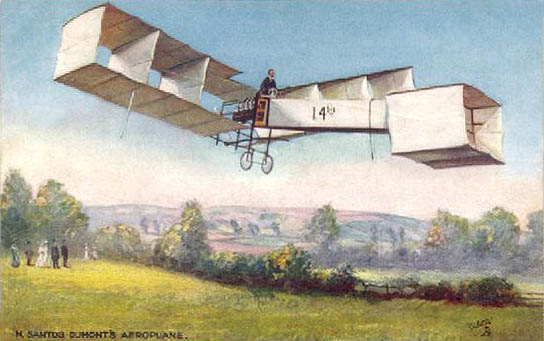
1906: Primeiro voo oficial do 14-bis

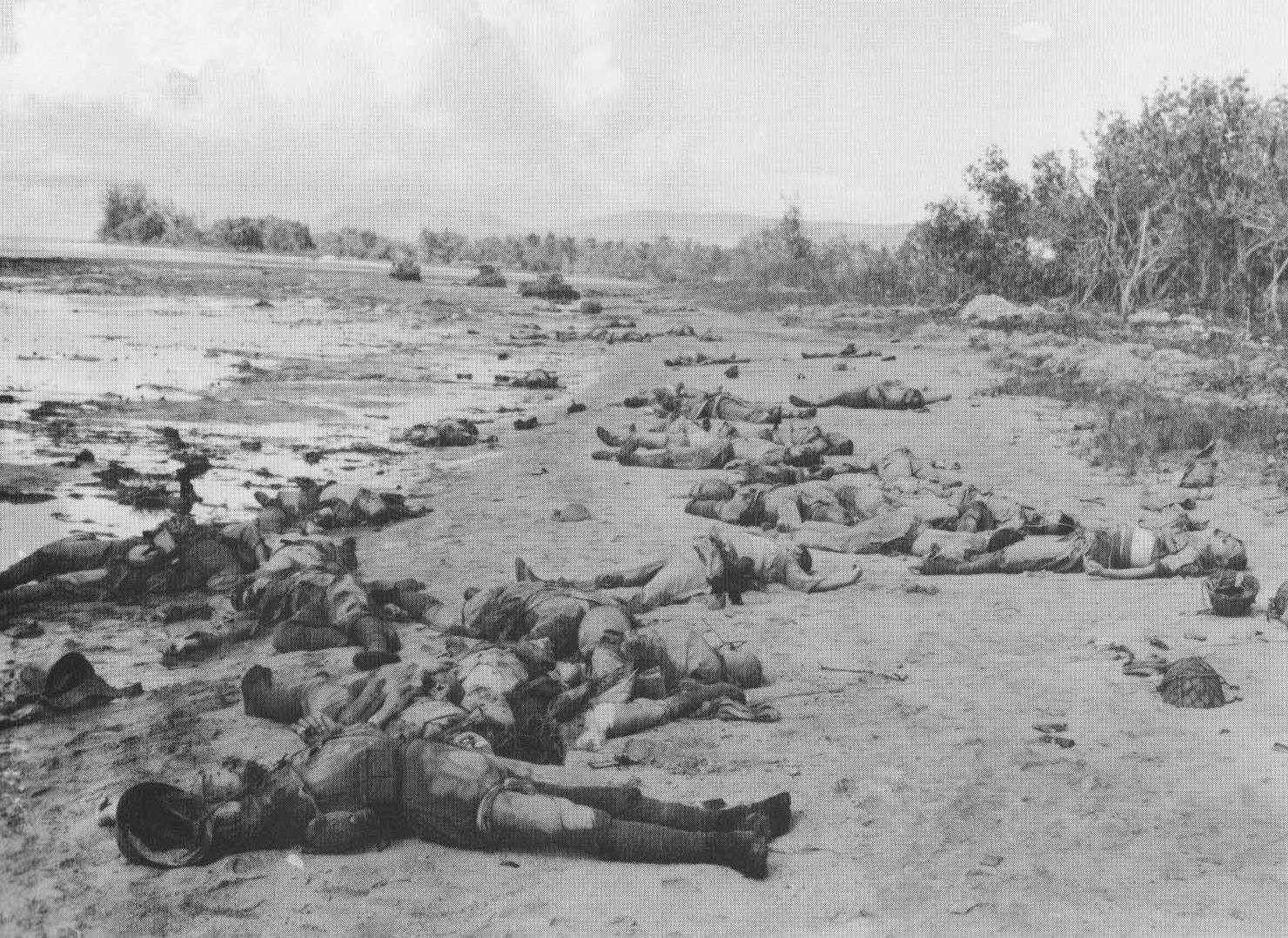
1942: Batalha de Henderson Field em Guadalcanal

- 4004 a.C. — data de criação do mundo proposta por James Ussher de acordo com a Bíblia.
- 42 a.C. — Batalha de Filipos: Marco Júnio Bruto é definitivamente derrotado, pondo fim à causa republicana romana.
- 0425 — Com apenas seis anos, Valentiniano III ascende ao trono romano do Ocidente.
- 0502 — O Synodus Palmaris, convocado pelo rei gótico Teodorico, absolve o Papa Símaco de todas as acusações, terminando assim o cisma do Antipapa Lourenço.
- 1086 — Reconquista Espanhola: na Batalha de Zalaca, os almorávidas derrotam os castelhanos, mas não conseguem tirar proveito de sua vitória.
- 1157 — A Batalha de Grathe Hede encerra uma guerra civil na Dinamarca.
- 1295 — Assinado em Paris o primeiro tratado que forma a Velha Aliança entre a Escócia e a França contra a Inglaterra.
- 1685 — Luís XIV da França revoga o Édito de Nantes com o Édito de Fontainebleau.
- 1739 — A Guerra da Orelha de Jenkins começa quando o primeiro-ministro Walpole relutantemente declara guerra à Espanha.
- 1707 — O Primeiro Parlamento do Reino da Grã-Bretanha se reúne.
- 1798 — As forças de Ali Paxá de Janina derrotam os franceses e capturam a cidade de Preveza na Batalha de Nicopolis.
- 1812 — O general Claude François de Malet inicia uma conspiração para derrubar Napoleão, alegando que o imperador morreu na campanha russa.
- 1850 — A primeira Convenção Nacional dos Direitos da Mulher começa em Worcester, Massachusetts.
- 1856 — Segunda Guerra do Ópio: Insatisfeito com as reparações do comissário imperial pelo suposto ataque a um navio de propriedade britânica, o contra-almirante britânico Michael Seymour lança um ataque aos fortes de Cantão.[1]
- 1864 — Guerra Civil Americana: a Batalha de Westport é o último confronto significativo a oeste do rio Mississippi.
- 1867 — Questão Romana: falha a tentativa de insurreição em Roma em favor da unificação da Itália (veja também Risorgimento).
- 1868 — Restauração Meiji: Tendo tomado a sede do xogunato do poder em Edo e declarado sua nova capital como Tóquio, Mutsuhito proclama o início da nova era Meiji.[2]
- 1906 — Santos Dumont faz, em Bagatelle, voo de cerca de 60 metros a aproximadamente 2 metros do chão, com o 14-bis, conquistando a "Taça Archdeacon", sendo considerada a primeira vez que uma aeronave que decola utilizando apenas suas próprias forças.
- 1911 — A Guerra Ítalo-Turca vê o primeiro uso de um avião em combate quando um piloto italiano faz um voo de reconhecimento.
- 1912 — Primeira Guerra dos Balcãs: começa a Batalha de Kumanovo entre os exércitos sérvio e otomano.
- 1917 — Primeira Guerra Mundial: cargueiro brasileiro Macau é torpedeado por um submarino alemão.
- 1923 — Outubro Alemão: Devido a uma falha de comunicação com a liderança do partido, uma seção militante do Partido Comunista da Alemanha lança uma insurreição em Hamburgo.
- 1924 — Segunda Guerra Zhili-Fengtian: O senhor da guerra Feng Yuxiang, com o apoio secreto do Império do Japão, dá um golpe em Pequim contra seus antigos superiores na camarilha Zhili, paralisando seu esforço de guerra quase vitorioso contra a camarilha fengtiana e forçando-os a se retirar do norte da China.
- 1939 — O bimotor japonês Mitsubishi G4M "Betty" faz seu voo inaugural.
- 1940 — Adolf Hitler e Francisco Franco encontram-se em Hendaie para discutir a possibilidade de a Espanha entrar na Segunda Guerra Mundial.
- 1941 — O Holocausto: a Alemanha nazista proíbe os judeus de emigrar, inclusive em seus territórios ocupados.
- 1942
  - Segunda Guerra Mundial: forças do Império Britânico iniciam a Segunda Batalha de El Alamein para destruir os exércitos alemão e italiano no Egito.
  - Segunda Guerra Mundial: começa a Batalha de Henderson Field em Guadalcanal.
- 1944 — Segunda Guerra Mundial: começa a Batalha do Golfo de Leyte.
- 1955 — O primeiro-ministro Ngo Dinh Diem derrota o imperador Bao Dai em referendo e funda a república do Vietnã.
- 1956 — A polícia secreta atira em vários manifestantes anticomunistas, iniciando a Revolução Húngara.
- 1972 — Guerra do Vietnã: a Operação Linebacker, uma campanha de bombardeio dos Estados Unidos contra o Vietnã do Norte em resposta à sua Ofensiva da Páscoa, termina após cinco meses.
- 1977 — Tratados Torrijos-Carter: realização do plebiscito que ratificará a devolução da área do Canal do Panamá.
- 1983 — Guerra Civil Libanesa: o quartel dos fuzileiros navais dos Estados Unidos em Beirute é atingido por um caminhão-bomba, matando 241 militares americanos. Um quartel do exército francês no Líbano também é atingido na mesma manhã, matando 58 soldados.
- 1989
  - A República Húngara substitui oficialmente a República Popular da Hungria comunista.
  - Falência da Wärtsilä Marine, a maior falência dos países nórdicos até então.
- 1991 — Assinatura dos Acordos de Paz de Paris que encerram a Guerra Cambojano-Vietnamita.
- 1992 — O imperador Akihito visita a República Popular da China, sendo o primeiro imperador japonês a entrar no país.
- 1995 — Yolanda Saldívar é considerada culpada pelo assassinato da cantora Selena. Três dias depois, é condenada à prisão.
- 1997 — A Bolsa de Valores de Hong Kong, uma das maiores do mundo, cai 10,4%. A crise se espalha pelo resto do mundo, com as bolsas sofrendo enormes quedas.
- 1998 — Assinado o Memorando de Wye River, resultante do encontro que o presidente norte-americano Bill Clinton arranjou entre os líderes Benjamin Netanyahu e Yasser Arafat.
- 2001 — Anúncio da comercialização do iPod.
- 2002
  - Terroristas chechenos tomam o teatro da Casa da Cultura em Moscou e fazem cerca de 700 frequentadores do teatro como reféns.
  - A Polícia Civil de São Paulo, após investigação, evita um atentado terrorista na sede da bolsa havia sido escolhida como alvo.
- 2004 — Um forte sismo e seus tremores secundários atingiram a Prefeitura de Niigata, no norte do Japão, matando 35 pessoas, ferindo 2 200 e deixando 85 000 desabrigados ou evacuados.
- 2005 — Referendo Sobre a Proibição do Comércio de Armas e Munição no Brasil que deu a vitória à Frente parlamentar pelo direito à legitima defesa (vitória do "não").
- 2011
  - Um poderoso sismo de magnitude 7,2 atinge a província de Van, na Turquia, matando 582 pessoas e ferindo milhares.
  - O Conselho Nacional de Transição da Líbia encerra a Guerra Civil da Líbia.
- 2015 — A menor pressão ao nível do mar no Hemisfério Ocidental e os maiores ventos sustentados, medidos com confiabilidade, são registrados no furacão Patricia, que atinge o México horas depois, matando pelo menos 13 pessoas e causando mais de US$ 280 milhões em danos.
- 2017 — Guerra contra o Estado Islâmico: o governo filipino declara o fim do Cerco de Marawi.
- 2019 — Trinta e nove pessoas encontradas mortas em contêiner refrigerado de caminhão em Grays, Reino Unido.
- 2020 — A Segunda Guerra Civil Líbia chega ao fim quando todas as partes da Comissão Militar Conjunta Líbia 5+5 concordam com um cessar-fogo.
- 2022
  - Xi Jinping é eleito secretário-geral do Partido Comunista Chinês pelo Comitê Central, iniciando um terceiro mandato do líder supremo da China.
  - A Força Aérea de Mianmar ataca um show em Hpakant Township, estado de Kachin, matando pelo menos 80 pessoas, incluindo altos funcionários da Organização para a Independência de Kachin, no massacre de Hpakant.

## Nascimentos

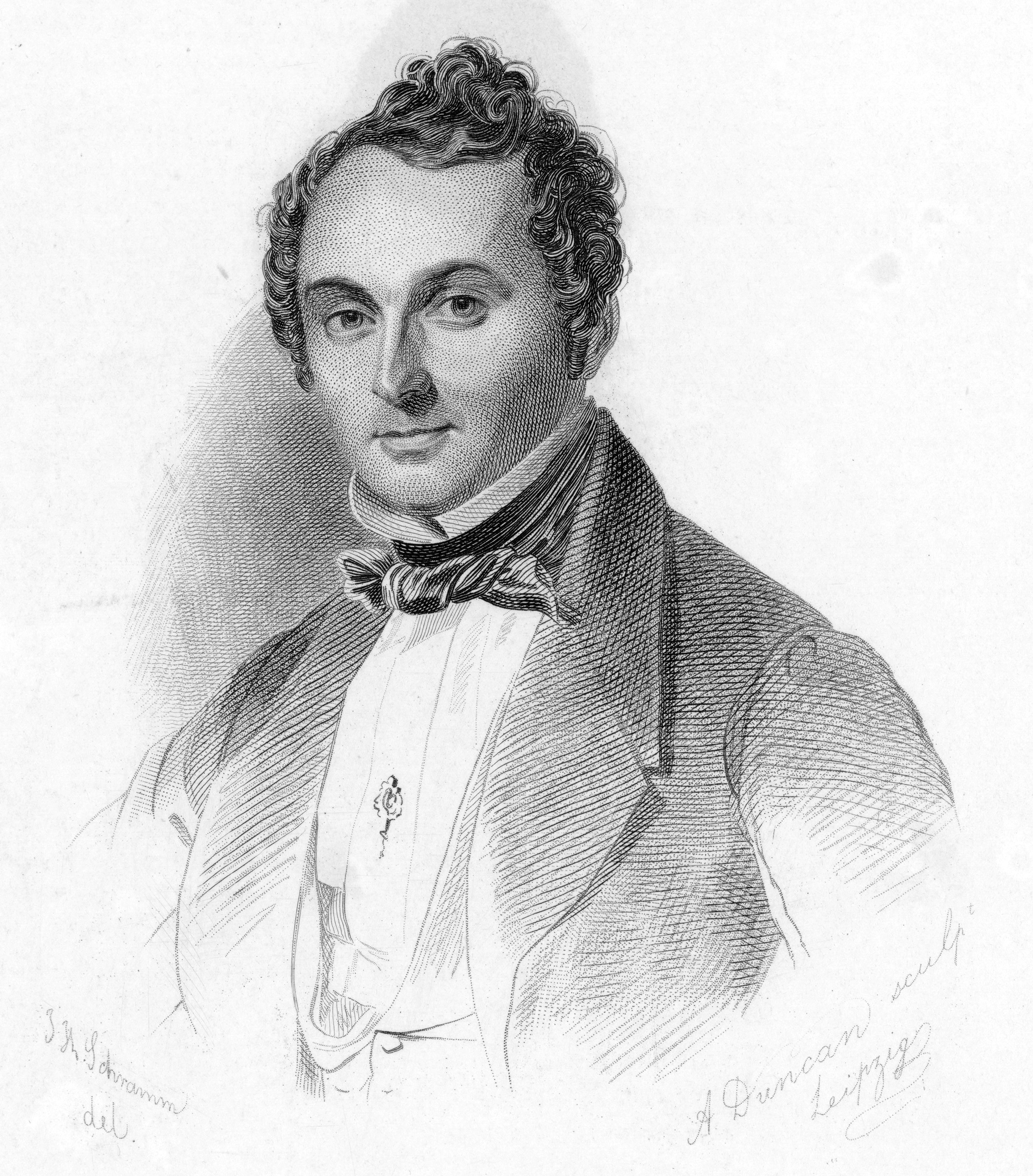
Albert Lortzing

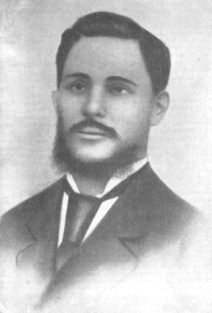
Capistrano de Abreu

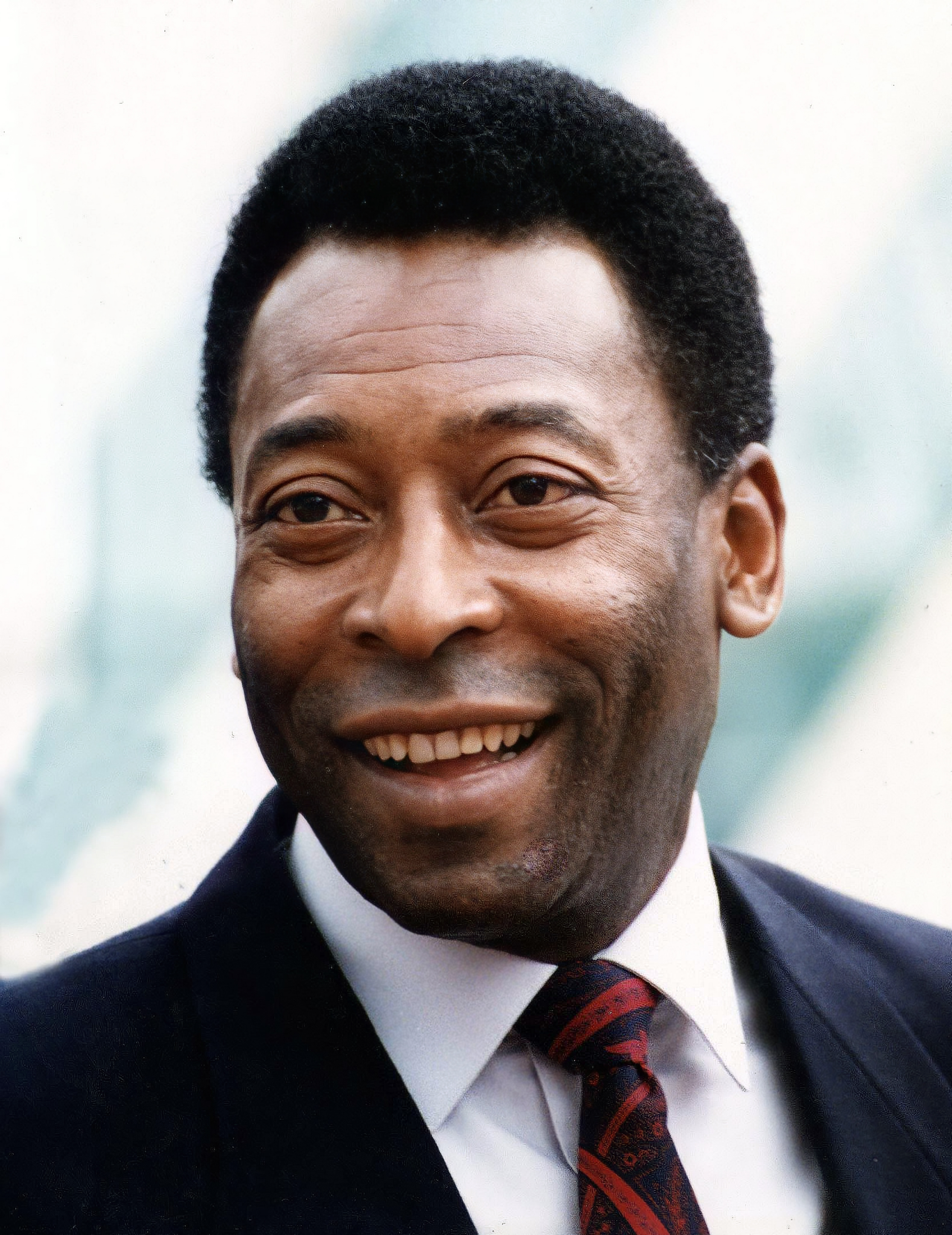
Pelé

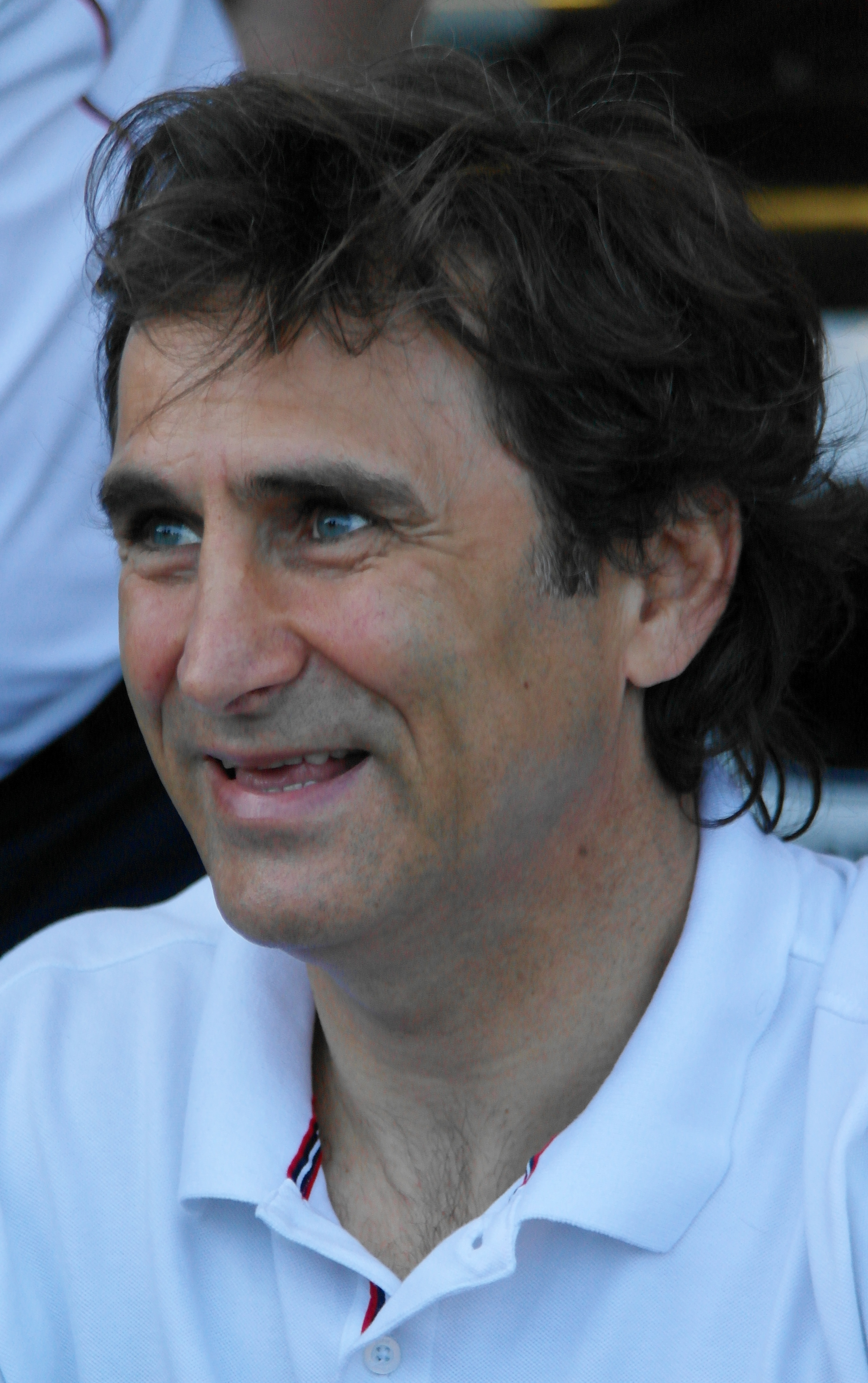
Alessandro Zanardi

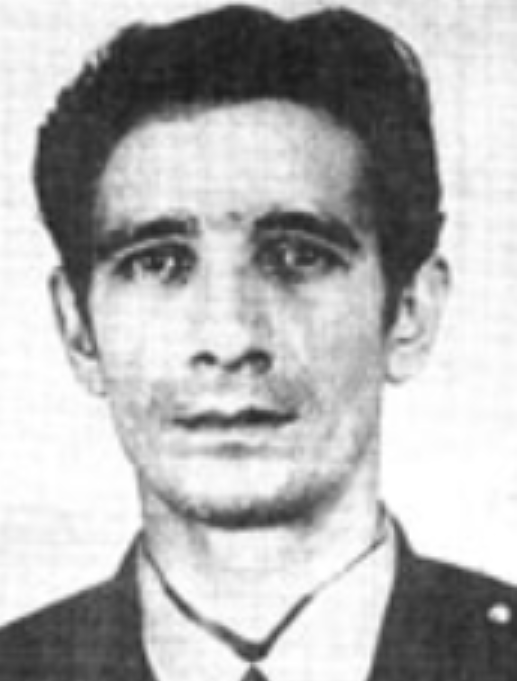
Carlos Lamarca

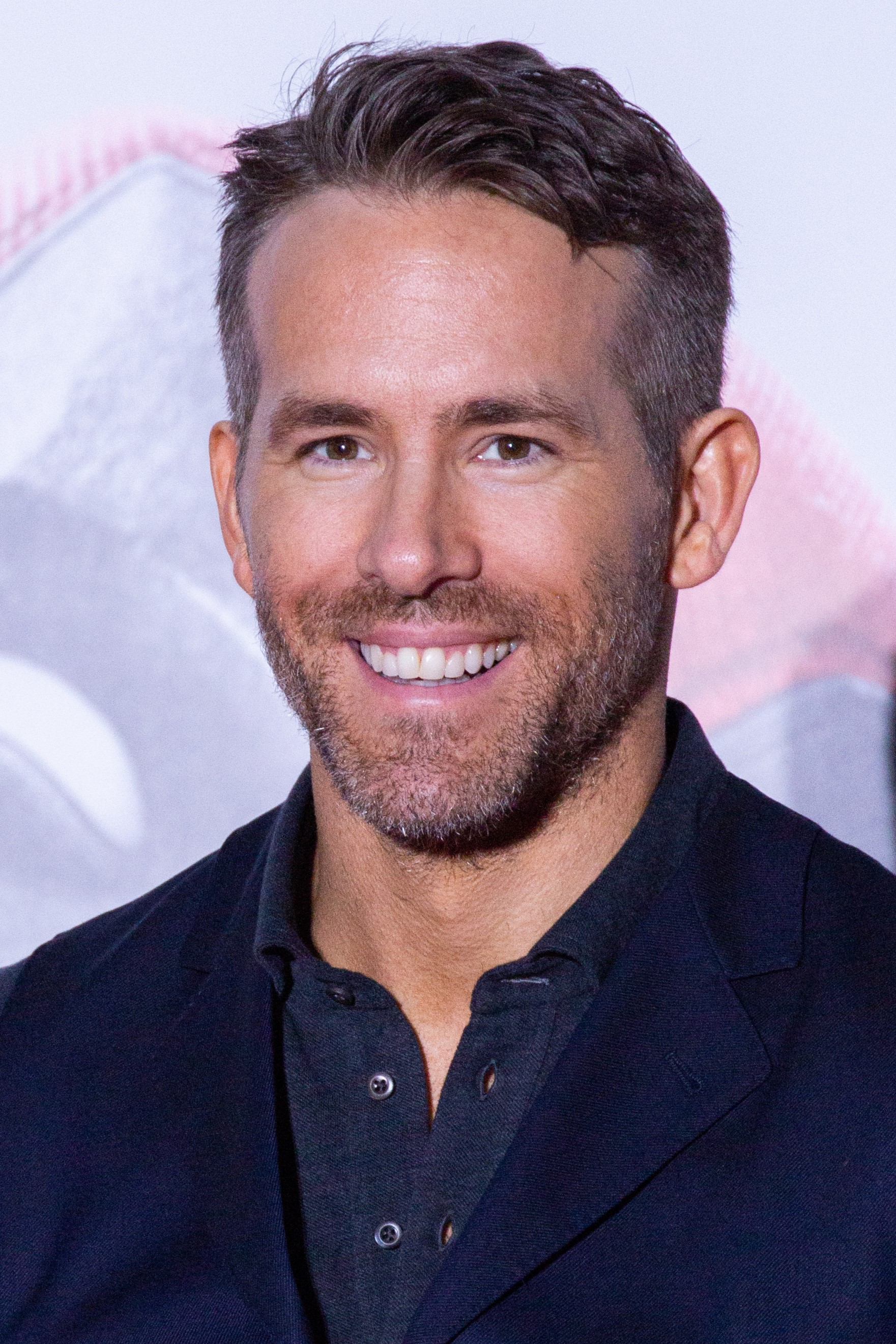
Ryan Reynolds

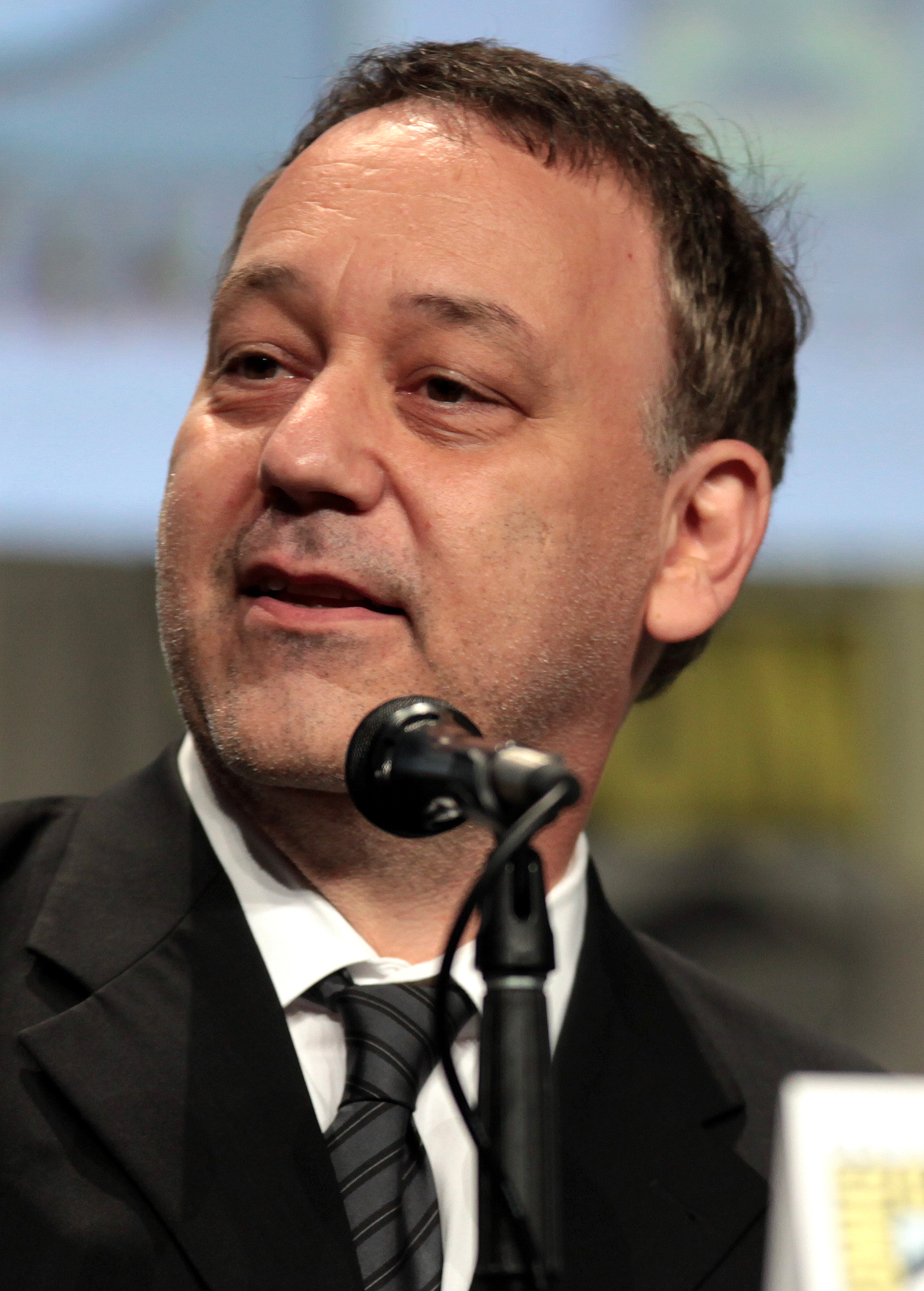
Sam Raimi

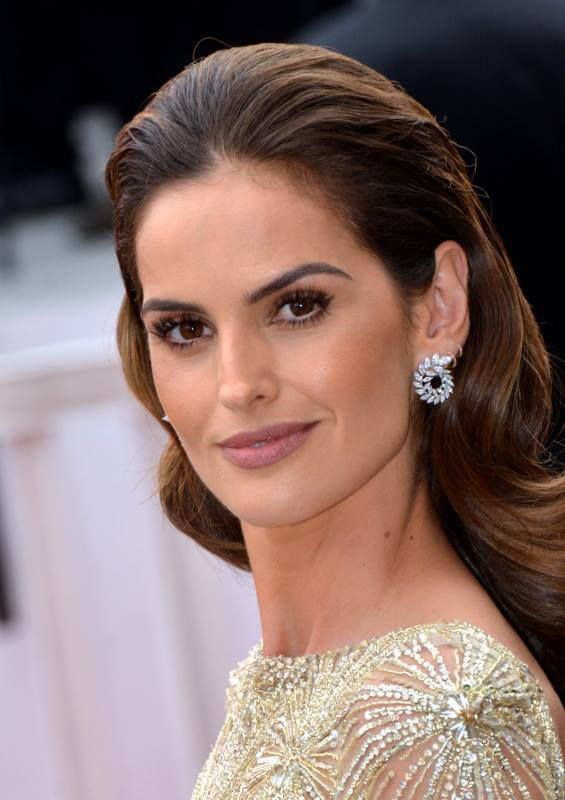
Izabel Goulart

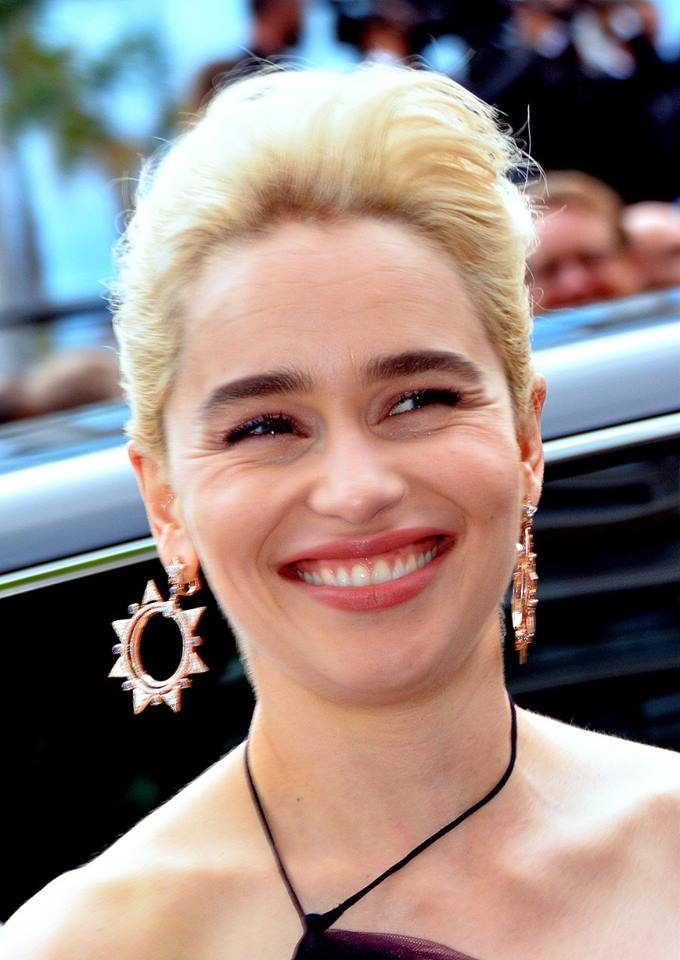
Emilia Clarke

### Anteriores ao século XIX
- 1006 — Wen Yanbo, grão-chanceler chinês (m. 1097).
- 1255 — Fernando de La Cerda, infante de Castela (m. 1275).
- 1516 — Carlota de França, princesa da França (m. 1524).
- 1636 — Edviges Leonor de Holsácia-Gottorp, rainha da Suécia (m. 1715).
- 1654 — Johann Bernhard Staudt, compositor austríaco (m. 1712).
- 1663 — Leonor Juliana de Brandemburgo-Ansbach, duquesa de Württemberg-Winnental (m. 1724).
- 1698 — Ange-Jacques Gabriel, arquiteto francês (m. 1782).
- 1713 — Pieter Burman, o Jovem, filólogo, poeta e educador neerlandês (m. 1778).
- 1715 — Pedro II da Rússia (m. 1730).
- 1766 — Emmanuel de Grouchy, general francês (m. 1847).
- 1796
  - Stefano Franscini, político suíço (m. 1857).
  - Miguel Calmon du Pin e Almeida, político brasileiro (m. 1865).
- 1800 — Henri Milne-Edwards, zoólogo francês (m. 1885).

### Século XIX
- 1801 — Albert Lortzing, compositor alemão (m. 1851).
- 1813 — Ludwig Leichhardt, explorador alemão (m. 1848).
- 1815 — João Maurício Wanderley, magistrado e político brasileiro (m. 1889).
- 1817 — Pierre Larousse, gramático e enciclopedista francês (m. 1875).
- 1828 — Turner Ashby, oficial estadunidense (m. 1862).
- 1833
  - Antonio Flores Jijón, político equatoriano (m. 1915).
  - Jean Baptiste Louis Pierre, botânico francês (m. 1905).
- 1835 — Adlai Stevenson I, político estadunidense (m. 1914).
- 1853 — Capistrano de Abreu, historiador brasileiro (m. 1927).
- 1857 — Georg Albrecht Klebs, botânico alemão (m. 1918).
- 1875 — Gilbert Newton Lewis, químico estadunidense (m. 1946).
- 1880 — Una O'Connor, atriz irlandesa (m. 1959).
- 1882 — Antonio Nunes Leite, advogado e jornalista brasileiro (m. 1964)
- 1886 — Charles Crupelandt, ciclista francês (m. 1955).
- 1891 — Pedro Ludovico Teixeira, médico e político brasileiro (m. 1979).
- 1893
  - Jean Absil, compositor belga (m. 1974).
  - Jean Acker, atriz estadunidense (m. 1978).
  - Gummo Marx, ator estadunidense (m. 1977).
  - Ernst Öpik, astrônomo e astrofísico estoniano (m. 1985).
- 1896 — André Lévêque, engenheiro francês (m. 1930).

### Século XX

#### 1901—1950
- 1903
  - Richard Thomalla, militar e engenheiro alemão (m. 1945).
  - Werner Klingler, diretor de cinema e ator alemão (m. 1972).
- 1904 — Eneida de Moraes, jornalista brasileira (m. 1971).
- 1905 — Felix Bloch, físico suíço (m. 1983).
- 1907 — Hermínia Silva, cantora e atriz portuguesa (m. 1993).
- 1908
  - John Bardeen, físico estadunidense (m. 1991).
  - Ilia Frank, físico russo (m. 1990).
  - Elek Schwartz, futebolista e treinador de futebol romeno (m. 2000).
- 1909
  - Zellig Harris, linguista estadunidense (m. 1992).
  - Mohamed Latif, futebolista egípcio (m. 1990).
- 1910 — Hayden Rorke, ator estadunidense (m. 1987).
- 1915
  - Simo Puupponen, escritor finlandês (m. 1967).
  - Vic Buckingham, futebolista e treinador de futebol britânico (m. 1995).
- 1918
  - James Daly, ator estadunidense (m. 1978).
  - Clarence Walton Lillehei, cirurgião norte-americano (m. 1999).
- 1920 — Lygia Clark, pintora e escultora brasileira (m. 1988).
- 1925
  - José Freire Falcão, religioso brasileiro (m. 2021).
  - Carlo Caracciolo, jornalista e empresário italiano (m. 2008).
  - Johnny Carson, apresentador e comediante estadunidense (m. 2005).
- 1927
  - Leszek Kołakowski, filósofo e historiador polonês (m. 2009).
  - Philip Lamantia, poeta e escritor norte-americano (m. 2005).
- 1931 — David Mathers, futebolista britânico (m. 2014).
- 1932 — Jorge Lino Romero, ex-futebolista paraguaio.
- 1934 — Dóris Monteiro, cantora brasileira (m. 2023).
- 1937
  - Carlos Lamarca, militar e guerrilheiro brasileiro (m. 1971).
  - Giacomo Russo ("Geki"), automobilista italiano (m. 1967).
- 1939 — Robert Opel, ativista e fotógrafo americano (m. 1979).
- 1940
  - Dona Lee Carrier, patinadora artística estadunidense (m. 1961).
  - Pelé, futebolista brasileiro (m. 2022).
  - Ellie Greenwich, cantora, compositora e produtora musical norte-americana (m. 2009).
- 1941
  - Igor Smirnov, político moldávio.
  - Gérard Ducarouge, engenheiro e designer de carros francês (m. 2015).
- 1942
  - Michael Crichton, escritor estadunidense (m. 2008).
  - Miroslav Pavlović, futebolista sérvio (m. 2004).
- 1945
  - Michel Vautrot, ex-árbitro de futebol francês.
  - Maggi Hambling, pintora e escultora britânica.
- 1946 — Pantera Negra, futebolista brasileiro (m. 2019).
- 1947
  - Kazimierz Deyna, futebolista polonês (m. 1989).
  - Ábdel Aziz ar-Rantisi, médico e político palestino (m. 2004).
- 1949
  - Würzel, músico britânico (m. 2011).
  - José Gervasio Gómez, ex-futebolista uruguaio.
  - Oscar Martínez, ator e diretor teatral argentino.
- 1950 — Harry Sacksioni, compositor e violonista neerlandês.

#### 1951—2000
- 1951
  - Fatmir Sejdiu, político kosovar.
  - Charly García, músico, produtor musical e compositor argentino.
  - Vyacheslav Chanov, ex-futebolista russo.
  - Luiz Tatit, músico e linguista brasileiro.
  - Mirosław Bulzacki, ex-futebolista polonês.
- 1953
  - Joaquín Lavín, engenheiro, político e economista chileno.
  - Alex Gibney, diretor e produtor de cinema norte-americano.
- 1954
  - Ang Lee, diretor de cinema taiwanês.
  - Uli Stein, ex-futebolista alemão.
- 1955 — Magali Biff, atriz brasileira.
- 1956
  - Betsy Nagelsen, ex-tenista estadunidense.
  - Dianne Reeves, cantora estadunidense.
- 1957
  - Paul Kagame, político e militar ruandês.
  - Graham Rix, ex-futebolista britânico.
  - Martin Luther King III, advogado e ativista estadunidense.
  - Adam Nawałka, ex-futebolista e treinador de futebol polonês.
- 1958 — Julián Coronel, ex-futebolista paraguaio.
- 1959
  - "Weird Al" Yankovic, cantor, compositor e ator estadunidense.
  - Sam Raimi, diretor, produtor, ator e roteirista norte-americano.
- 1960
  - Randy Pausch, cientista da computação estadunidense (m. 2008).
  - Katoucha Niane, modelo francesa (m. 2008).
  - Wayne Rainey, ex-motociclista estadunidense.
- 1961
  - Andoni Zubizarreta, ex-futebolista e dirigente esportivo espanhol.
  - Moacyr Góes, diretor de cinema brasileiro.
- 1963
  - Rashid Yekini, futebolista nigeriano (m. 2012).
  - Mônica Rossi, dubladora brasileira.
- 1964 — Robert Trujillo, músico estadunidense.
- 1965
  - Michael O'Brien, ex-nadador estadunidense.
  - Askar Mamin, político cazaque.
- 1966
  - Alessandro Zanardi, automobilista e atleta paralímpico italiano.
  - Bianca Byington, atriz brasileira.
- 1967
  - Jaime Yzaga, ex-tenista peruano.
  - Dale Crover, músico estadunidense.
- 1968 — Bettina Fulco, ex-tenista argentina.
- 1969
  - Trudi Canavan, escritora australiana.
  - Jon Huertas, ator norte-americano.
- 1970 — Grant Imahara, engenheiro eletricista e apresentador norte-americano (m. 2020).
- 1971
  - Valentīns Lobaņovs, ex-futebolista letão.
  - Dirk Hilbert, político alemão.
- 1972
  - Dominika Paleta, atriz mexicana.
  - Kate del Castillo, atriz mexicana.
  - Fabrício Carpinejar, poeta e jornalista brasileiro.
  - Tiffeny Milbrett, ex-futebolista estadunidense.
  - Jasmin St. Claire, atriz estadunidense de filmes eróticos.
- 1973
  - Russell Dlamini, político essuatiniano.
  - Matthew Quick, escritor norte-americano.
- 1974
  - Sander Westerveld, ex-futebolista neerlandês.
  - Aldo Olcese, ex-futebolista peruano.
- 1976
  - Lenísio, ex-jogador de futsal brasileiro.
  - Percy Colque, ex-futebolista boliviano.
  - Cat Deeley, modelo, apresentadora e atriz britânica.
  - Ryan Reynolds, ator canadense.
- 1978
  - Léo Moura, ex-futebolista brasileiro.
  - Archie Thompson, ex-futebolista australiano.
  - Wang Nan, mesa-tenista chinesa.
  - Anthony Mathenge, ex-futebolista queniano.
- 1979
  - Prabhas, ator indiano.
  - Jimmy Bullard, ex-futebolista britânico.
- 1980
  - Mate Bilić, ex-futebolista croata.
  - Jesper Nøddesbo, ex-handebolista dinamarquês.
- 1981 — Daniela Alvarado, atriz venezuelana.
- 1982
  - Demarco, músico jamaicano.
  - Rodolfo, ex-futebolista brasileiro.
  - Bianca Bai, modelo e atriz taiwanesa.
  - Bradley Pierce, ator e dublador estadunidense.
  - Ana Dulce Félix, fundista portuguesa.
  - Aleksandar Luković, ex-futebolista sérvio.
- 1983
  - Valentin Demyanenko, canoísta azeri.
  - Jason Cunliffe, futebolista guamês.
- 1984
  - Izabel Goulart, modelo brasileira.
  - Ryosuke Matsuoka, futebolista japonês.
  - Keiren Westwood, futebolista irlandês.
  - Miguel Ángel Ramírez, treinador de futebol espanhol.
- 1985
  - Masiela Lusha, atriz e cantora estadunidense.
  - Mohammed Abdellaoue, ex-futebolista norueguês.
- 1986
  - Jessica Stroup, atriz e modelo estadunidense.
  - Emilia Clarke, atriz britânica.
  - Joseph Kamwendo, ex-futebolista malauiano.
  - Briana Evigan, atriz e dançarina estadunidense.
- 1987
  - Rodrigo Pimpão, ex-futebolista brasileiro.
  - Miyu Sawai, atriz, modelo e seiyuu japonesa.
  - Jacques Maghoma, ex-futebolista congolês.
  - Bachana Tskhadadze, ex-futebolista georgiano.
- 1988
  - Dani Clos, automobilista espanhol.
  - Georges Gope-Fenepej, futebolista neocaledônio.
- 1989
  - Clarice Falcão, atriz e cantora brasileira.
  - Andriy Yarmolenko, futebolista ucraniano.
  - Alain Baroja, futebolista venezuelano.
  - Kye Allums, ativista e basquetebolista norte-americano.
- 1990 — Stan Walker, ator e cantor australiano.
- 1991 — Mako de Akishino, princesa japonesa.
- 1992
  - Álvaro Morata, futebolista espanhol.
  - Thomas Kaminski, futebolista belga.
- 1993
  - Camila Mayrink, atriz e modelo brasileira.
  - Édgar Bárcenas, futebolista panamenho.
  - Fábio Henrique Tavares, futebolista brasileiro.
  - Suphakorn Sriphotong, ator tailandês.
- 1994
  - Patimat Abakarova, taekwondista azeri.
  - Margaret Qualley, atriz norte-americana.
- 1995 — Clayton da Silveira da Silva, futebolista brasileiro.
- 1996
  - Paulo Henrique, futebolista português.
  - Julius van den Berg, ciclista neerlandês.
- 1997 — Philippe Gagné, saltador canadense.
- 1998 — Amandla Stenberg, atriz estadunidense.
- 1999
  - Gijs Leemreize, ciclista neerlandês
  - Belle Delphine, atriz pornográfica e youtuber inglesa.

### Século XXI
- 2001 — David Schumacher, automobilista alemão.
- 2002 — Alberto Ginés López, escalador espanhol.
- 2005 — Luiz Eduardo Toledo, ator brasileiro.
- 2006 — Victor Vernicos, cantor e compositor grego.

## Mortes

### Anteriores ao século XIX
- 0877 — Inácio I de Constantinopla, patriarca de Constantinopla (n. 797).
- 0902 — Ibraim II de Ifríquia, emir da Ifríquia (n. 850).
- 0930 — Daigo, imperador japonês (n. 885).
- 1046 — Uta de Ballenstedt, marquesa de Meissen (n. 1000).
- 1456 — João de Capistrano, religioso italiano (n. 1386).
- 1588 — João Martins Ricalde, almirante português (n. c. 1526).

### Século XIX
- 1872 — Théophile Gautier, poeta francês (n. 1811).

### Século XX
- 1928 — Alphonse Aulard, historiador francês (n. 1849).
- 1986 — Edward Doisy, bioquímico estadunidense (n. 1893).
- 1990 — Honorato Piazera, bispo brasileiro (n. 1911).
- 1993 — Euryclides de Jesus Zerbini, médico cardiologista brasileiro (n. 1912).
- 2000 — Rodney Anoa'i, wrestling americano (n. 1966).

### Século XXI
- 2002 — Nathan Juran, cineasta estadunidense (n. 1907).
- 2006 — Lebo Mathosa, cantora sul-africana (n. 1977).
- 2008
  - Ivo Pukanić, jornalista croata (n. 1961).
  - Oszkár Csuvik, jogador húngaro de polo aquático (n. 1925).
- 2009
  - Lou Jacobi, ator canadense (n. 1913).
  - Jack Poole, empresário canadense (n. 1933).
- 2010 — David John Howard Thompson, político barbadense (n. 1961).
- 2011 — Marco Simoncelli, motociclista italiano (n. 1987).
- 2016 — Pete Burns, dançarino, cantor e compositor inglês (n. 1959).
- 2020 — Jane di Castro, cantora e artista performática brasileira (n. 1947).
- 2022 — Adriano Moreira, político português (n. 1922).
- 2024 — Antonio Cicero, escritor, poeta e filósofo brasileiro (n. 1945).

## Feriados e eventos cíclicos

### Brasil
- Dia da Aviação e do Aviador no Brasil.
- Aniversário do município de Frei Paulo, do estado de Sergipe.
- Aniversário do município de Paraíso do Tocantins, no estado do Tocantins.

### Cristianismo
- Boécio
- Inácio I de Constantinopla
- João de Capistrano
- Josefina Leroux
- Oda da Escócia

## Outros calendários
- No calendário romano era o 10.º dia (X) antes das calendas de novembro.
- No calendário litúrgico tem a letra dominical B para o dia da semana.
- No calendário gregoriano a epacta do dia é *.